# Johannes Buchner
Johannes Buchner (* 12. März 1960 in Ihrlerstein) ist ein deutscher Molekularbiologe und Biochemiker. Er ist Professor an der TU München (Lehrstuhl für Biotechnologie).
Buchner studierte Biologie an der Universität Regensburg und erhielt 1987 sein Diplom. 1991 wurde er promoviert. In seiner Doktorarbeit bei Rainer Rudolph am Lehrstuhl für Physikalische Biochemie von Rainer Jaenicke forschte er an Proteinfaltung und molekularen Chaperonen. Im Anschluss war er als Post-Doktorand am National Cancer Institute des National Institutes of Health in Bethesda (Maryland)  in der Gruppe von Ira Pastan tätig. Nach seinem Auslandsaufenthalt wurde er Gruppenleiter an der Universität Regensburg. 1995 habilitierte er sich und war anschließend Heisenberg-Stipendiat. 1998 erfolgte ein Ruf auf den Lehrstuhl für Biotechnologie an die Technische Universität München (TUM). Mit dem Biochemie Studiengang baute er an der TU München ein national und international erfolgreiches Studienangebot auf. Von 2003 bis 2006 war er Dekan der Chemiefakultät.
Buchner erforscht die Strukturbildung von Proteinen und die zellulären Mechanismen der Proteinfaltung und Stressantwort unter Berücksichtigung der beteiligten molekularen Chaperonen (besonders HSP90, Kleine Hitzeschockproteine (sHsps), BiP). Dabei kombiniert er in vivo und in vitro Analysen. Darüber hinaus lieferte Buchners Arbeitsgruppe wesentliche Einsichten in den Strukturierungsprozess von Antikörpern. Das ermöglicht auch Anwendung in der Biotechnologie.
Für seine wegweisenden Arbeiten erhielt Buchner zahlreiche Ehrungen: 2006 wurde er Mitglied der Leopoldina, mit deren Schleiden-Medaille er 2015 ausgezeichnet wurde. 2010 wurde er in die Bayerische Akademie der Wissenschaften aufgenommen. 2011 verlieh ihm die Protein Society den Hans Neurath Award. Mit der Heinz Maier-Leibnitz-Medaille der TU München wurde er 2015 geehrt. 2016 überreichte ihm die Gesellschaft Deutscher Chemiker den Albrecht-Kossel-Preis und 2017 erhielt er die Max-Bergmann-Medaille. Für 2024 wurde Buchner die Otto-Warburg-Medaille zugesprochen.
Buchner ist seit 2012 im Herausgebergremium des Journal of Molecular Biology und von der wissenschaftlichen Fachzeitschrift Biological Chemistry. Er gründete und leitet einen DFG Sonderforschungsbereich zur konformationellen Kontrolle von Proteinfunktion (SFB 1035). Von 2013 bis 2015 war er Vizepräsident und von 2015 bis 2017 Präsident der Deutschen Gesellschaft für Biochemie und Molekularbiologie. 2014 wurde er Mitglied der European Molecular Biology Organisation (EMBO), zudem war er Mitglied im FEBS Executive Committee und leitet derzeit das Publication Committee. Buchner ist einer der Gründer der Rainer Rudolph Stiftung zur Förderung von Nachwuchswissenschaftlern und ist dort seit 2011 im Kuratorium aktiv. Er ist Mitherausgeber des fünfbändigen Protein Folding Handbook, eines Standardwerks der Proteinfaltung.
Aus seiner eigenen Arbeitsgruppe gingen mehrere Forscher hervor, die eine eigene akademische Karriere fortsetzen, u. a. Jirka Peschek (Universität Heidelberg), die Professoren Matthias Feige (TU München), Ursula Jakob (University of Michigan), Hauke Lilie (Universität Halle), Thomas Scheibel (Universität Bayreuth) und  Hristo L. Svilenov (Universität Gent).